# Комбіноване розроблення корисних копалин
Комбіно́ване розро́блення кори́сних копа́лин (рос. комбинированная разработка полезных ископаемых, англ. combined surface and underground mining, нім. nutzbarer Mineralien pl kombinierter Abbau m) – розроблення родовищ корисних копалин послідовно або одночасно відкритим і підземним способами. Здійснюється для отримання найбільшого економічного ефекту розроблення родовищ загалом, в тому числі забезпечення найповнішого вилучення корисних копалин. 

## Застосування
У варіанті відкритого, а потім підземного розроблення застосовується на потужних родовищах корисних копалин, що виходять на поверхню або залягають на невеликій глибині. 
Підземне, а потім відкрите розроблення широко використовується (під назвою повторного розроблення родовищ) у тому випадку, коли шахтний видобуток ведеться системами із залишанням ціликів на дільницях з бідними рудами, в зонах із сильними геологічними порушеннями. 

### Одночасне розроблення відкритим і підземним способами
- а) у випадках, коли є можливість додавання до переважаючих обсягів бідних руд, що добуваються відкритим способом, руд з великим вмістом корисного компонента, який отримують з того ж покладу при шахтному видобутку;
- б) при складних рудних тілах.